# Marcel van der Heijden

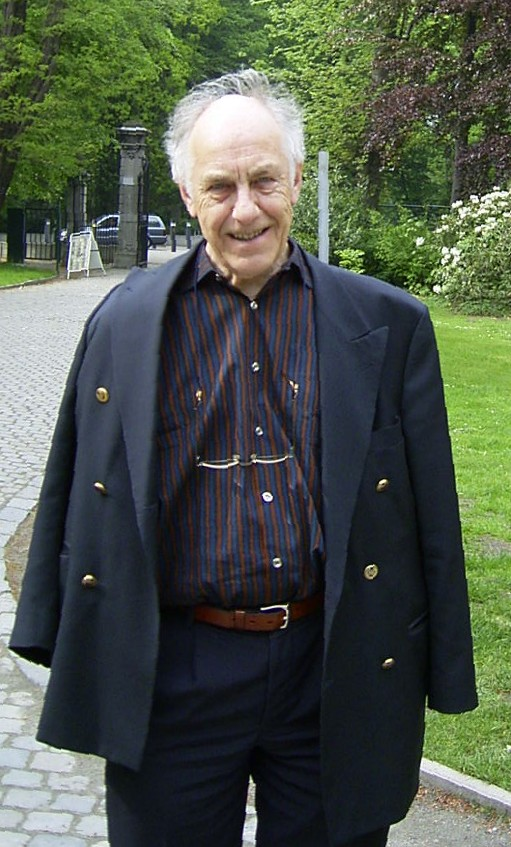
Marcel van der Heijden

Marcell Charles Antoon van der Heijden (Oirschot, 21 april 1931) is een neerlandicus en letterkundige.
M.C.A. (Marcell) van der Heijden is een zoon van de in Duizel geboren Marcelis van der Heijden, directeur, vanaf de oprichting in 1911 af, van de voormalige coöperatieve stoomzuivelfabriek St. Odulphus te Oirschot, en Maria Messing, geboren in Eindhoven maar opgegroeid in Oirschot. Hij is gehuwd met dr. Nel Rogier. Van der Heijden studeerde Nederlands en geschiedenis aan de Katholieke Universiteit Nijmegen en promoveerde in 1960 op de uitgave van zeventiende-eeuwse teksten, de Madrigalia van Johannes Stalpaert van der Wiele. Hij was leraar aan het Theresialyceum en Avondlyceum te Tilburg, directeur van de middelbare meisjesschool Regina Coeli en van het Maurick College te Vught en laatstelijk rijksinspecteur Algemeen Voortgezet Onderwijs, eerst te Hengelo (O.), later in Arnhem (tot zijn VUT in 1991). Zijn bekendste publicatie is het 25-delige Spectrum van de Nederlandse letterkunde, dat in verschillende edities verscheen van 1967 tot 1972 en dat hij redigeerde in samenwerking met zijn echtgenote. Hij werkte en werkt mee aan boeken (onder andere Geschiedenis van Noord-Brabant onder redactie van H.F.J.M. van den Eerenbeemt, 3 delen, 1996-1997), tijdschriften (onder andere Brabantia en Bossche bladen) en naslagwerken (onder andere het Biografisch Woordenboek van Nederland). In 2006 verscheen van zijn hand Geschiedenis van de Brabantse Letterkunde, een publicatie over het literaire leven van Noord-Brabant in de negentiende en twintigste eeuw en over de toponiemen van de (oude) gemeente Oirschot. Zijn echtgenote Nel Rogier bestierde de bibliofiele uitgeverij De Zolderpers (Vught).

## Naamgenoot
De cabaretier Sjaak Bral heet in het echt ook Marcel van der Heijden